# Ectopleura japonica
Ectopleura japonica is een hydroïdpoliep uit de familie Tubulariidae. De poliep komt uit het geslacht Ectopleura. Ectopleura japonica werd in 1988 voor het eerst wetenschappelijk beschreven door Hirohito. 